# セッラモナチェスカ
セッラモナチェスカ（イタリア語: Serramonacesca）は、イタリア共和国アブルッツォ州ペスカーラ県にある、人口約400人の基礎自治体（コムーネ）。

## 地理

### 位置・広がり

#### 隣接コムーネ
隣接するコムーネは以下の通り。括弧内のCHはキエーティ県所属を示す。
- カザリンコントラーダ (CH)
- レットマノッペッロ
- マノッペッロ
- プレトーロ (CH)
- ロッカモンテピアーノ (CH)

## 行政

### 分離集落
セッラモナチェスカには、以下の分離集落（フラツィオーネ）がある。
- Colle Serra, Garifoli, San Gennaro, San Ienno